# Intellivision Lives!
Intellivision Lives  es una compilación videojuegos de la Intellivision, producido originalmente por Mattel Electronics e Intellivision  Corporation entre 1978 y 1990. Utilizando el código fuente del juego original y usando emulación de software, Intellivision Productions lanzó la compilación en un CD-ROM compatible para Windows y Macintosh en diciembre de 1998.  Luego Crave Entertainment lanzó ports para PlayStation 2, Xbox y GameCube . En 2010, Virtual Play Games lanzó un port para Nintendo DS .
Intellivision Productions publicó tiempo después Intellivision Rocks, incluye juegos de terceros publicado originalmente por Activision e Imagic, así como los juegos compatibles con Intellivoice y ECS.

## Descripción general
Algunos juegos que era juegos de licenciados como Advanced Dungeons &amp; Dragons: Cloudy Mountain y Treasure of Tarmin, utilizan títulos diferentes para evitar la marca registrada, MLB, NFL, NBA y The Electric Company simplemente eliminaron los títulos y referencias. También se incluyeron cancelados, como King of the Mountain, Brickout y Takeover . 
los lanzamientos de Crave Entertainment incluyen varios desbloqueables, como comerciales clásicos de Intellivision manuales, y las cajas.  La versión Windows/Mac es considerada como un recurso de historial de desarrollo y preservación, debido a los prototipos sin terminar, carátulas, overlays, instrucciones, funciones ocultas, biografías de programadores y entrevistas en video.

## Historia y desarrollo
En junio de 1995, los exprogramadores de Mattel Electronics liderados por Keith Robinson iniciaron el sitio web Blue Sky Rangers de Intellivision.  Blue Sky Rangers es el apodo que se les dio a los programadores de Mattel Electronics en un artículo de la revista TV Guide de 19 de junio de 1982.  El sitio web proporciona la historia de varios juegos de Intellivsion y da crédito a los programadores y artistas. La página tuvo una buena recepción y los fanáticos preguntaron si se  pueden jugar los juegos de Intellivision en computadoras. En 1997, Intellivision Productions, Inc. fue fundada por los ex programadores de Mattel Electronics Keith Robinson y Stephen Roney con la compra de los derechos de la marca Intellivision y sus juegos a mattel.  
justo Al mismo tiempo, un estudiante llamado Carl Mueller Jr. estaba trabajando en la ingeniería inversa del Intellivision de forma autodidacta. Con la ayuda de los volcados de ROM de Intellivision de Sean Kelly y luego de William Moeller y Scott Nudds, Mueller Jr. pudieron crear el primer emulador de Intellivision que reproduce los juegos en una computadora.   Kelly tuvo la suerte de tener dos prototipos  de Intellivision con la EPROM estándar de 8 bits en lugar de las ROM encriptadas en una memoria más complejas se usa en los cartuchos comunes.  Moeller y Nudds lograron dumpear el software de control integrado y las ROM gráficas de Intellivision, así como integrar a una computadora el lector de cartuchos para dumpear cualquier cartucho de Intellivision. 
El emulador MS-DOS de Mueller Jr. y un emulador Macintosh creado por Steve Roney de Intellivision Productions se usarían en las descargas gratuitas de Intellipack  para que cualquiera pudiera jugar juegos selectos de Intellivision en sus computadoras por primera vez en 1997. La descarga de Intellivision para PC/Mac Volumen 2, también de 1997, fue el primer lanzamiento de Deep Pockets Super Pro Billiards, el último juego programado para Intellivision en 1990, pero no lanzado por INTV Corporation. ¡También se utilizarían para jugar los juegos originales de Intellivision en Intellivision Lives! Edición en CD-ROM para PC/Mac lanzada en 1998 por Intellivision Productions. 

## Requisitos del sistema para PC y Macintosh
la versión para PC/Mac se produjo con Macromedia Director y no es compatible con los sistemas operativos modernos. Los vídeos QuickTime, los emuladores y los archivos ROM de Intellivision son directamente accesibles en el CD-ROM.
Requisitos del sistema  para ¡The Intellivision Lives! para PC/Mac v1.0: 
- PC: Pentium 90 MHz, Windows 95, 8 MB de RAM, CD-ROM 8x, QuickTime v3.0 o superior
- Mac: Power Macintosh, OS7.5, 100 MHz, 16 MB de RAM, 8 CD-ROM, QuickTime

Requisitos del sistema para The Intellivision Lives! para PC/Mac v1.1: 
- PC: Pentium 266 MHz, Windows 95/98/Me/2000/XP, 32 M de RAM, CD-ROM 8X, tarjetas de sonido y vídeo compatibles con DirectX de 16 bits, DirectX 7 o superior, QuickTime v3.0 o superior
- Mac: Power Macintosh, OS 8/9/X, 120 MHz, 32 MB de RAM, CD-ROM 8X, QuickTime

Las funciones del control clásico están asignadas al teclado; se requiere un teclado de formato 100% para acceder a los botones de Intellivision de forma cómoda y completa. Con Macintosh, los controles USB se pueden usar indirectamente con un programa de mapeo de joystick a teclado. Intellivision Productions promocionó el control compatible con el juego el  Gravis GamePad Pro (versión de Game port ).   directamente accesible en el CD-ROM, también admitía controladores Intellivision originales a través de la conexión de un adaptador INTV2PC. Aunque esta función no se promociona, está documentada en los archivos INTVPC en el CD-ROM.  Desde entonces se encuentran disponibles emuladores de Intellivision modernos y adaptadores de controladores USB compatibles con los archivos de imagen ROM Intellivision Lives.
Para jugar a los juegos de Intellivision Lives¡ en una  Intellivision, Intellivision Productions apoyó el uso de un dispositivo llamado Intellicart .  Intellicart era un cartucho de una RAM que se conectaba a una conexión RS-232 que puede almacenar una copia de una imagen ROM Intellivision de computadora desde un disquete. En lugar de jugar a Intellivision Lives! se puede jugar en un Intellivision real a través de un Intellicart . Desde entonces, se han fabricado cartuchos con memoria flash para Intellivision que logran el mismo resultado.
En 2002, se lanzó una versión actualizada de Intellivision Lives! Intellivision Productions puso a disposición la versión 1.1 para PC/Mac.  Aquellos que compraron la versión original pudieron actualizarlo por una tarifa nominal.  Añadió compatibilidad con Windows 98/ME/2000/XP un emulador nativo de Windows compatible con controladores de sonido, vídeo y soporte para DirectX. 

## lanzamientos modernos
Realtime Associates desarrolló las ports para videoconsolas publicadas por Crave Entertainment para PlayStation 2 (2003), Xbox (2004) y GameCube (2004).  estas versiones, se accede a los juegos desde un menú en 3D ambientado en una pizzería de los años 1980s ; una ambientacion inexacta ya que los juegos de Intellivision eran para una jugarlos en la casa. Los juegos también se reorganizaron en géneros en lugar de las originales de Mattel Electronics utilizadas en la edición para PC/Mac. Algunos juegos requieren dos controles, incluso para jugar juegos de un solo jugador. 
En 2010, Virtual Play Games publicó Intellivision Lives! para la Nintendo DS,  desarrollado otravez por Realtime Associates Cuenta con multijugador inalámbrico.  La pantalla táctil de la Nintendo DS mostraba el teclado de 12 botones de Intellivision, con los overlay  para cada juego. La Nintendo DS carece de un pad de 16 direcciones utilizado por algunos juegos de Intellivision. Esta limitación se pudo solucionar, en Vectron por ejemplo, asignando el dpad a la pantalla táctil. Sólo se lanzaron 10.000 copias para Nintendo DS . 
La versión Xbox de Intellivision Lives! es totalmente compatible con la Xbox 360 y en 2008, Intellivision Lives! se relanzo para su compra como descarga a través de Xbox Originals para Xbox Live Game Marketplace. 

## Intellivision Rocks
Intellivision Rocks una secuela exclusiva para PC de la versión original para PC. Al igual que con Intellivision Lives! Intellivision Rocks es una colección de juegos que originalmente se lanzaron para Intellivision, presentados en forma emulada. Contiene principalmente juegos de terceros como Activision e Imagic . Además, se incluyen varios juegos que nunca se lanzaron. 

## Recepción
IGN dijo que ¡Intellivision vive! "Sigue siendo un poco complejo después de todos estos años, claro... pero estos juegos realmente necesitan el control".  Los editores de GameSpot comentaron que, aunque la emulación del mando es un poco difícil entender, la colección hace un buen trabajo al ofrecer juegos clásicos de Intellivision. 